# پاول موگیلوتس
پاول موگیلوتس (روسی: Павел Серге́евич Могилевец؛ زادهٔ ۲۵ ژانویهٔ ۱۹۹۳) یک بازیکن فوتبال اهل روسیه است.
وی همچنین در تیم ملی فوتبال روسیه بازی کرده‌است.